# Recurvirostridae
Famille
Les Recurvirostridae (ou récurvirostridés en français) sont une famille d'oiseaux nommés échasses et avocettes. Cette famille est constituée de 3 genres et 10 espèces.

## Description
Ce sont des oiseaux limicoles élancés et élégants (de 35 à 51 cm), aux pattes très longues et au plumage généralement pie. Les avocettes ont le bec assez long et retroussé, alors qu'il est droit et de longueur moyenne chez les échasses.

## Habitats et répartition
Elles sont cosmopolites, et présentent leur plus grande diversité en Asie et en Australie. Elles vivent dans les zones humides étendues et dégagées.

## Liste desgenreset espèces
D'après la classification de référence (version 14.1, 2024)de l'Union internationale des ornithologues, il y a 10 espèces de Recurvirostridae réparties en 3 genres (ordre philogénique) :
- Himantopus Brisson, 1790 (5 espèces) ;
  - Himantopus himantopus (Linnaeus, 1758) – Échasse blanche ;
  - Himantopus leucocephalus Gould, 1837 – Échasse d'Australie ;
  - Himantopus mexicanus (Müller, PLS, 1776) – Échasse d'Amérique ;
  - Himantopus melanurus Vieillot, 1817 – Échasse à queue noire ;
  - Himantopus novaezelandiae Gould, 1841 – Échasse noire ;
- Cladorhynchus (Gray, GR, 1840) (1 espèces) ;
  - Cladorhynchus leucocephalus (Vieillot, 1816) – Échasse à tête blanche ;
- Recurvirostra Linnaeus, 1758 (4 espèces) ;
  - Recurvirostra avosettaLinnaeus, 1758 – Avocette élégante ;
  - Recurvirostra americana Gmelin, JF, 1789 – Avocette d'Amérique ;
  - Recurvirostra novaehollandiae Vieillot, 1816 – Avocette d'Australie ;
  - Recurvirostra andina Philippi & Landbeck, 1861 – Avocette des Andes.

## Position systématique

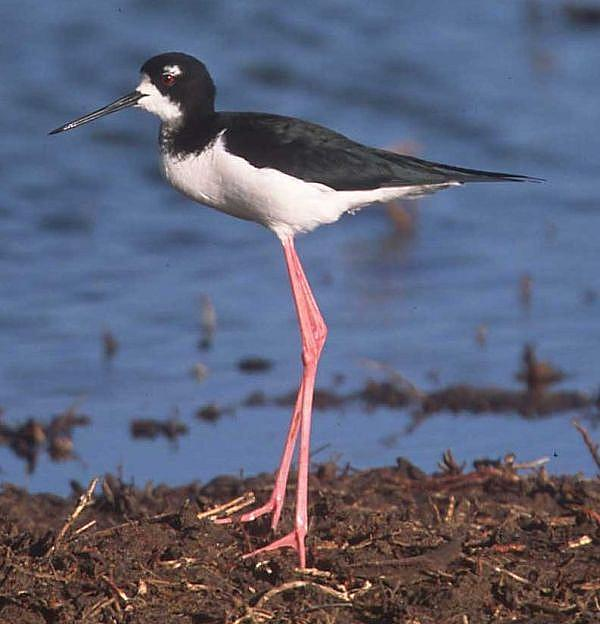
Himantopus mexicanus

Dans la taxinomie Sibley-Ahlquist, cette famille a été intégrée aux charadriidés où elle constitue avec le bec-d'ibis tibétain, la tribu des Recurvirostrini, groupe frère des Haematopodini (huîtriers) :
Les classifications taxinomiques récente distinguent de nouveau quatre familles différentes (charadriidés, hématopodidés, récurvirostridés et ibidorhynchidés) à la suite des études génétiques menées depuis le début des années 2000.